# Santeri Jacobsson
Santeri Jacobsson (né le 25 novembre 1883 à Viipuri – mort le 13 novembre 1955 à Helsinki) est un activiste politique, diplomate et maire de Lauritsala,.

## Biographie
Membre d'une famille finlandaise juive, il est l'oncle de Max Jakobson.
Activiste opposant à la domination tsariste et défenseur de l’autonomie finlandaise, Jacobsson a également activement combattu pour l'émancipation des Juifs.
Il est enterré au cimetière juif d'Helsinki.

## Écrits
- Santeri Jacobsson, Esitelmä juutalaiskysymyksestä. Aron Isakoff, 1907.
- Nagida et Santeri Jacobsson, Lärobok i ryska språket, omakustanne 1945.
- Nagida et Santeri Jacobsson, Venäjän kielen oppikirja, Kansankulttuuri, 1945.
- Santeri Jacobsson, Taistelu ihmisoikeuksista : yhteiskunnallis-historiallinen tutkimus Ruotsin ja Suomen juutalaiskysymyksen vaiheista. Gummerus, 1951.